# Белоусовка (Черкасская область)
Белоу́совка (укр. Білоусівка) — село в Драбовской поселковой общине Золотоношского района Черкасской области Украины.
Занимает площадь 8,3024 км². Почтовый индекс — 19845. Телефонный код — 4738.
Документы о Белоусовке имеются в трёх архивах: старейшая метрическая книга за 1780 год в центральном историческом архиве Украине в Киеве, наиболее полная коллекция в Полтавском областном архиве и небольшая в Черкаском.
До административно-территориальной реформы 2020 года входило в состав Драбовского района Черкасской области.

## Население
Население по переписи 2001 года составляло 2473 человека.

### Языковой состав
Родной язык населения по данным переписи 2001 года:
| Язык       | Численность, чел. | Доля     |
| ---------- | ----------------- | -------- |
| Украинский | 2 428             | 98,18 %  |
| Русский    | 34                | 1,37 %   |
| Другое     | 11                | 0,45 %   |
| Итого      | 2 473             | 100,00 % |

## Известные люди
- Петриненко, Диана Игнатьевна (1930—2018) — советская и украинская певица, народная артистка СССР (1975).